# Liste der Ständeräte des Kantons Uri
Diese Liste zeigt alle Mitglieder des Ständerates aus dem Kanton Uri seit der Gründung des Bundesstaates im Jahr 1848 bis heute.

## Parteiabkürzungen
- CVP: Christlichdemokratische Volkspartei
- FDP: FDP.Die Liberalen
- GLP: Grünliberale Partei
- KCV: Konservativ-Christlichsoziale Volkspartei
- KVP: Schweizerische Konservative Volkspartei
- Mitte: Die Mitte

## Ständeräte
| Name                 | Partei/Fraktion                | Amtszeit            | Geboren | Gestorben |
| -------------------- | ------------------------------ | ------------------- | ------- | --------- |
| Josef Arnold         | Katholisch-Konservative        | 1850–1865           | 1825    | 1891      |
| Leo Arnold           | CVP                            | 1971–1987           | 1923    | 2014      |
| Isidor Baumann       | CVP                            | 2011–2019           | 1955    |           |
| Josef Fidel Christen | Katholisch-Konservative        | 1848–1861           | 1803    | 1870      |
| Hans Danioth         | CVP                            | 1987–1999           | 1931    | 2020      |
| Ludwig Danioth       | KVP/KCV                        | 1947–1971           | 1902    | 1996      |
| Josef Dittli         | FDP                            | 2015–               | 1957    |           |
| Josef Furrer         | Katholisch-Konservative        | 1901–1911           | 1869    | 1925      |
| Josef Huber          | Katholisch-Konservative        | 1868–1877           | 1832    | 1880      |
| Karl Huber           | KVP                            | 1915–1925           | 1862    | 1934      |
| Josef Indergand      | KVP                            | 1951–1953           | 1895    | 1953      |
| Hansheiri Inderkum   | CVP                            | 1995–2011           | 1947    |           |
| Florian Lusser       | KVP                            | 1891–1915           | 1851    | 1923      |
| Franz Lusser         | Katholisch-Konservative        | 1865–1882           | 1818    | 1885      |
| Isidor Meyer         | KVP                            | 1928–1935           | 1860    | 1944      |
| Leo Meyer            | KVP                            | 1935–1945           | 1880    | 1945      |
| Franz Muheim         | KVP                            | 1912–1928           | 1861    | 1931      |
| Franz Muheim         | CVP                            | 1971–1987           | 1923    | 2009      |
| Gustav Muheim        | Katholisch-Konservative        | 1877–1901           | 1851    | 1917      |
| Gustav Muheim        | KVP                            | 1945–1951           | 1897    | 1979      |
| Jost Muheim          | Katholisch-Konservative        | 1848–1850 1863–1866 | 1808    | 1880      |
| Karl Muheim          | Katholisch-Konservative        | 1866–1867           | 1800    | 1867      |
| Karl Muheim          | FDP                            | 1926–1927           | 1887    | 1954      |
| Karl Emanuel Müller  | Katholisch-Konservative        | 1861–1863           | 1804    | 1869      |
| Franz Schmid         | Katholisch-Konservative        | 1882–1890           | 1841    | 1923      |
| Hansruedi Stadler    | CVP                            | 1999–2010           | 1953    |           |
| Markus Stadler       | GLP                            | 2010–2015           | 1948    |           |
| Ludwig Walker        | KVP                            | 1927–1947           | 1879    | 1959      |
| Emil Wipfli          | KVP/KCV                        | 1953–1971           | 1900    | 1988      |
| Josef Wipfli         | KVP                            | 1925–1926           | 1883    | 1926      |
| Heidi Z’graggen      | CVP (bis 2020) Mitte (ab 2021) | 2019–               | 1966    |           |
| Oswald Ziegler       | CVP                            | 1987–1995           | 1933    | 2014      |

## Quelle
- Datenbank aller Ratsmitglieder